# Federacja Wschodnioeuropejska
Federacja Wschodnioeuropejska (niem. Osteuropäischer Staatenbund) – projekt polityczny sformułowany przez środowisko niemieckich Żydów syjonistów, przedstawiony przez Maxa Bodenheimera mający na celu utworzenie przez Niemcy organizmu politycznego na ziemiach zaboru rosyjskiego po spodziewanym zwycięstwie w I wojnie światowej, w ramach zamierzonego przez nich tworzenia Mitteleuropy.
W sierpniu 1914 r. Max Bodenheimer zgłosił władzom niemieckim koncepcję utworzenia państwa, obejmującego swym zasięgiem przeważające obszary Polski przedrozbiorowej. Leżąca między Bałtykiem a Morzem Czarnym Federacja miała stanowić państwo buforowe między Niemcami a Rosją. Choć teoretycznie wszystkie grupy etniczne Federacji miały mieć zapewnioną autonomię, Bodenheimer dodał, iż Polacy (8 milionów) mieli być „zrównoważeni” przez inne narody – Ukraińców (4 miliony), Białorusinów (4 miliony) oraz Litwinów, Łotyszów i Estończyków (3,5 miliona). Żydzi (6 milionów) oraz Niemcy (1,8 miliona) mieli mieć głos rozstrzygający („przechylać szale wagi”).
Bodenheim zyskał początkowo poparcie grupy działaczy syjonistycznych w Berlinie i założył z nimi 17 sierpnia 1914 Komitet Wyzwolenia Żydów Rosyjskich (Komitee zur Befreiung der russischen Juden).
Inicjatywa spotkała się początkowo z dobrym przyjęciem ze strony władz w Berlinie, wkrótce jednak okazało się, że Niemcy nie podchodzą do propozycji poważnie. Od Ministerstwa Spraw Zagranicznych kontakty z Bodenheimerem przejął Sztab Generalny i referent polityczny do spraw wschodnich Bogdan Hutten-Czapski, który miał za zadanie wspomaganie ewentualnego powstania antyrosyjskiego. Bez porozumienia z Bodenheimerem Hutten-Czapski przygotował ulotki wzywające Żydów zaboru rosyjskiego do powstania przeciw Rosjanom. Koncepcja ostatecznie nie uzyskała poparcia Niemiec, które były bardziej zainteresowane utworzeniem w regionie marionetkowych państw pod zarządem czysto niemieckim (zob. Mitteleuropa).
Kontakty Komitetu z władzami w Berlinie były przedmiotem ostrych sporów wewnątrz ruchu syjonistycznego. Wobec wzrastającej krytyki Max Bodenheimer został zmuszony do ustąpienia z funkcji pełnionej w Żydowskim Funduszu Narodowym.
W jedynym, jak dotąd, polskim opracowaniu książkowym poświęconym temu projektowi politycznemu, jego autor dr Andrzej Leszek Szcześniak użył określenia „Judeopolonia”.